# Veganmania

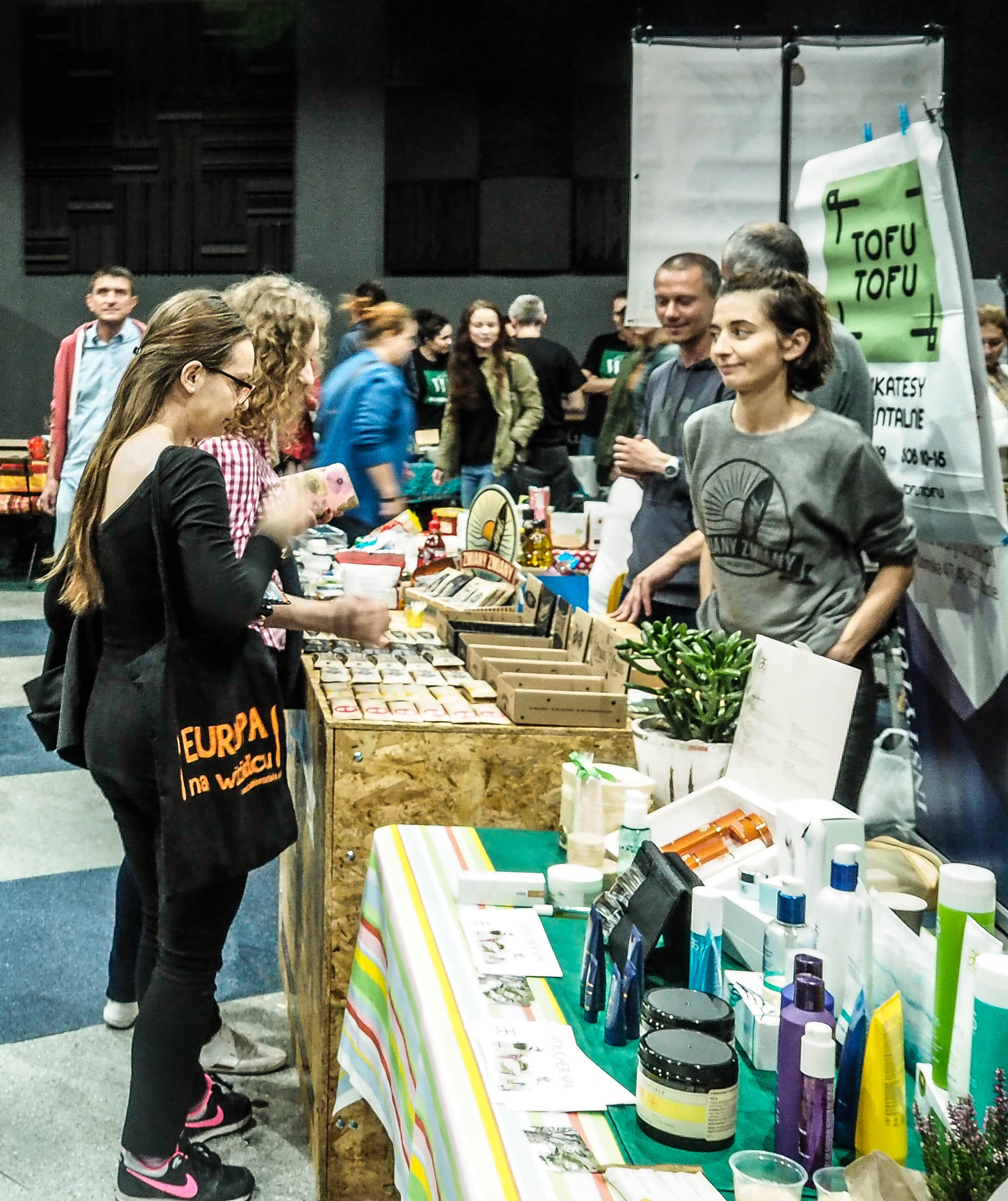
Verkopers op een Veganmania-festival in Opole in 2016

Veganmania is een jaarlijks veganismefestival dat op verschillende tijden in het jaar en locaties over de wereld wordt gehouden.

## Locaties
Deze festivals vinden plaats in de volgende steden:  
- Duitsland: Augsburg, Iserlohn,[3] München, Schweinfurt, Regensburg,[4] Rosenheim, Würzburg[5]
- Kroatië: Zagreb, officieel ZeGeVege Festival genoemd, jaarlijks gehouden sinds 2008, georganiseerd door Prijatelji životinja ('Dierenvrienden').[6]
- Oostenrijk: Bregenz, Graz,[7] Innsbruck,[8] Linz, Wenen[9]
- Polen: Gdańsk,[10] Katowice,[11] Krakau,[12] Łódź,[13] Lublin,[12] Opole, Poznań,[12] Warschau,[12] Wrocław.[12] De Poolse evenementen worden georganiseerd door de vereniging Otwarte Klatki (Open Kooien).[10][12]
- Verenigde Staten: Chicago
- Zwitserland: Aarau (sinds 2011, voor 2016 in Winterthur),[14] Gossau (Sankt Gallen) (sinds 2017)[15]

## Edities
In 2014 bouwde het festival van Wenen het grootste gebakken veganistischeei.
Veganmania-festivals in Zwitserland worden sinds 2011 georganiseerd door Swissveg. De editie van 2016 van Veganmania Aarau trok 5.000 bezoekers, waarmee het het grootste veganismefestival van Zwitserland is. Eerdere edities werden in Winterthur gehouden, maar wegens ruimtegebrek om de bezoekers te accommoderen koos de organisatie ervoor om het festival naar Aarau te verplaatsen. De Gossause Veganmania, ook georganiseerd door Swissveg, werd voor het eerst gehouden in 2017, toen met 60 stands.
In Polen is Veganmania in meer dan 8 grote steden gehouden, waarbij de 2019 Łódź-editie van 2019 3.000 bezoekers trok. De 2020 Łódź-edition van 2020 moest geannuleerd worden vanwege de coronapandemie.